# Megarhyssa gloriosa
Megarhyssa gloriosa är en stekelart som först beskrevs av Matsumura 1912.  Megarhyssa gloriosa ingår i släktet Megarhyssa och familjen brokparasitsteklar. Inga underarter finns listade i Catalogue of Life.